# Saltsjöbanen
De Saltsjöbanen is een ijsbaan in Stockholm-Saltsjöbaden in de provincie Stockholms län in het zuiden van Zweden. Op deze natuurijsbaan is in 1894 het WK allround voor mannen georganiseerd. De ijsbaan ligt op 8 meter boven zeeniveau. 

## Grote kampioenschappen
Internationale kampioenschappen
1894 - WK allround mannen

## Wereldrecords
| Nr. | Discipline       | Naam      | Land      | Tijd    | Datum            |
| --- | ---------------- | --------- | --------- | ------- | ---------------- |
| 1.  | 10.000 meter (m) | Jaap Eden | Nederland | 19.12,4 | 10 februari 1894 |